# Bison menneri
Espèce
Bison menneri, communément appelé Bison de Menner, est une espèce éteinte de bisons qui vivait au Pléistocène inférieur, il y a environ 1,5 million d'années, et dont les restes fossiles ont été découverts en Europe. 

## Historique
Bison menneri a été décrit pour la première fois en 1997, sur la base de restes fossiles trouvés dans la région d'Untermaßfeld en Allemagne. D'autres restes d'attribution douteuse proviennent des Pays-Bas et de Mer du Nord.

## Description
D'une taille similaire à celle de l'espèce actuelle de bisons, ce bovidé devait avoir une apparence légèrement différente, surtout du fait de ses pattes et sa carrure particulièrement élancées. Bison menneri, bien qu'assez primitif par rapport aux bisons actuels, possédait déjà la bosse typique donnée par des épines neurales allongées, bien que moins allongées que les dernières espèces du genre Bison. La taille devait être comprise entre 1,6 et 2 mètres de haut, et la longueur devait dépasser 2,5 mètres. Le poids était d'environ 600 kilogrammes. Les cornes de Bison menneri étaient plutôt petites et peu courbées. 

## Classification
Bison menneri est considéré comme l'une des espèces de bisons les plus anciennes, probablement originaire de formes archaïques comme Eobison. Il est possible que deux branches évolutives se soient développées à partir de Bison menneri ou d'une forme similaire : d'une part les bisons à cornes courtes comme Bison schoetensacki, d'autre part les gros bisons à cornes lunaires (Bison priscus, Bison latifrons) qui ont ensuite donné les bisons actuels.
| Bubalina | \| Syncerus \| (buffle d'Afrique) \| \| \| (buffle d'Afrique) \| \| Bubalus \| (buffle d'Asie) \| \| \| (buffle d'Asie) \| |
|          | \| Syncerus \| (buffle d'Afrique) \| \| \| (buffle d'Afrique) \| \| Bubalus \| (buffle d'Asie) \| \| \| (buffle d'Asie) \| |
| Syncerus | (buffle d'Afrique) |
|          | (buffle d'Afrique) |
| Bubalus  | (buffle d'Asie) |
|          | (buffle d'Asie) |

| Syncerus | (buffle d'Afrique) |
|          | (buffle d'Afrique) |
| Bubalus  | (buffle d'Asie)    |
|          | (buffle d'Asie)    |

|  | (bœuf domestique et bison d'Europe)                                                              |
|  |                                                                                                  |
|  | \| \| (yak et bison d'Amérique) \| \| \| \| \| \| (banteng, (kouprey et gaur/gayal)) \| \| \| \| |
|  |                                                                                                  |
|  | (yak et bison d'Amérique)                                                                        |
|  |                                                                                                  |
|  | (banteng, (kouprey et gaur/gayal))                                                               |
|  |                                                                                                  |

|  | (yak et bison d'Amérique)          |
|  |                                    |
|  | (banteng, (kouprey et gaur/gayal)) |
|  |                                    |

|  | (bœuf domestique et bison d'Europe)                                                              |
|  |                                                                                                  |
|  | \| \| (yak et bison d'Amérique) \| \| \| \| \| \| (banteng, (kouprey et gaur/gayal)) \| \| \| \| |
|  |                                                                                                  |
|  | (yak et bison d'Amérique)                                                                        |
|  |                                                                                                  |
|  | (banteng, (kouprey et gaur/gayal))                                                               |
|  |                                                                                                  |

|  | (yak et bison d'Amérique)          |
|  |                                    |
|  | (banteng, (kouprey et gaur/gayal)) |
|  |                                    |

| Bubalina | \| Syncerus \| (buffle d'Afrique) \| \| \| (buffle d'Afrique) \| \| Bubalus \| (buffle d'Asie) \| \| \| (buffle d'Asie) \| |
|          | \| Syncerus \| (buffle d'Afrique) \| \| \| (buffle d'Afrique) \| \| Bubalus \| (buffle d'Asie) \| \| \| (buffle d'Asie) \| |
| Syncerus | (buffle d'Afrique) |
|          | (buffle d'Afrique) |
| Bubalus  | (buffle d'Asie) |
|          | (buffle d'Asie) |

| Syncerus | (buffle d'Afrique) |
|          | (buffle d'Afrique) |
| Bubalus  | (buffle d'Asie)    |
|          | (buffle d'Asie)    |

|  | (bœuf domestique et bison d'Europe)                                                              |
|  |                                                                                                  |
|  | \| \| (yak et bison d'Amérique) \| \| \| \| \| \| (banteng, (kouprey et gaur/gayal)) \| \| \| \| |
|  |                                                                                                  |
|  | (yak et bison d'Amérique)                                                                        |
|  |                                                                                                  |
|  | (banteng, (kouprey et gaur/gayal))                                                               |
|  |                                                                                                  |

|  | (yak et bison d'Amérique)          |
|  |                                    |
|  | (banteng, (kouprey et gaur/gayal)) |
|  |                                    |

|  | (bœuf domestique et bison d'Europe)                                                              |
|  |                                                                                                  |
|  | \| \| (yak et bison d'Amérique) \| \| \| \| \| \| (banteng, (kouprey et gaur/gayal)) \| \| \| \| |
|  |                                                                                                  |
|  | (yak et bison d'Amérique)                                                                        |
|  |                                                                                                  |
|  | (banteng, (kouprey et gaur/gayal))                                                               |
|  |                                                                                                  |

|  | (yak et bison d'Amérique)          |
|  |                                    |
|  | (banteng, (kouprey et gaur/gayal)) |
|  |                                    |

Noter que la pertinence du genre Bison est remise en cause.

### Publication originale
- Andrey V. Sher, 1997 : « An Early Quaternary Bison population from Untermassfeld : Bison menneri species nova », in Kahlke, R.D., 1997, « Das Pleistozän von Untermassfeld bei Meiningen (Thüringen) », p.101-118